# Weißwasser (Gemeinde Weyer)
Weißwasser ist eine ehemalige Bergarbeitersiedlung im Reichraminger Hintergebirge und ein Ortsteil von Weyer, Oberösterreich.

## Geographie
Die Gegend Weißwasser liegt nördlich des kleinen Ortes Unterlaussa, im Bereich des Schwarzen Bachs (auch ebenfalls Weißwasser genannt), der Mooshöhe und des Leerensackbachs (Larensackbach). Heute ist nurmehr die Mooshöhe dauerhaft besiedelt.

## Geschichte
Der Ort lebte überwiegend vom Bauxitbergbau, der aber bereits eingestellt war und im Zweiten Weltkrieg im Abbaugebiet Präfing (beim Blahberg) und im Abbaugebiet Gräser erneut aktiviert wurde. Die Flugzeugindustrie benötigte enorme Mengen des Rohstoffes für Aluminium. Neben der Bergarbeitersiedlung entstand auch eine Materialseilbahn zum 14 Kilometer entfernten Bahnhof Weißenbach-Sankt Gallen an der Rudolfsbahn, von wo das Bauxit zum Mattigwerk in Ranshofen abtransportiert wurde.
Diese im August 1944 in Betrieb genommene Materialseilbahn hatte insgesamt 89 Stützen und ihr Gesamtnetz betrug 18 Kilometer. Gebaut wurde die Seilbahn von der Leipziger Firma Bleichert-Transportanlagen GmbH, wobei die Seilbahnhunte mit Zenithkupplungen versehen waren. Zwei Sektionen wurden in Unterlaussa mittels Drehstrommotor mit 64 kW angetrieben, die dritte in Weißwasser mit 44 kW. An den Sektorenden wurden die Hunte automatisch vom Zugseil ausgeklinkt und dem nächsten Abschnitt übergeben.
Der Bergbau mit bis zu 130 Beschäftigten schloss im Jahr 1964 mit dem stetigen Preisverfall am internationalen Rohstoffmarkt, sämtliche Anlagen wurden demontiert und die Siedlung in der Folge aufgegeben. Die Überreste des Knappenhauses wurden 1998 im Rahmen der Oberösterreichischen Landesausstellung 1998 Land der Hämmer – Eisenwurzen abgetragen und im Ortsgebiet von Unterlaussa originalgetreu wiedererrichtet. Die Räumlichkeiten des Knappenhauses beherbergen seither ein Bergbaumuseum und das ehemalige Bergbauareal liegt jetzt im Nationalpark Kalkalpen.
Die Strecke der 1971 stillgelegten Trasse der Waldbahn Reichraming erschloss Weißwasser von Norden her, vom Reichramingbach. Heute verläuft auf der alten Trasse der Hintergebirgsradweg.
Noch Anfang der 2000er wurde die Siedlung als eigene Ortschaft mit damals 9 Einwohnern geführt, das waren die Häuser Mooshöhe und die umliegende Almen. Anlässlich der Gemeindezusammenlegung von Weyer-Markt und Weyer-Land 2007 wurde die Ortschaft als Verwaltungseinheit 2009 abgeschafft.